# 宇野禅斗
宇野 禅斗（うの ぜんと、2003年11月20日 - ）は、福島県福島市出身のプロサッカー選手。Jリーグ・清水エスパルス所属。ポジションはミッドフィールダー（MF）。日本代表。

## 来歴
福島県出身。小学校時代はフォルテ福島FC を経て青森山田中学高等学校に進学。青森山田高等学校では2年時にアンカーとしてスタメンに定着、第99回全国高等学校サッカー選手権大会では準優勝に終わるが、優秀選手の一人に選出された。2021年11月、J2リーグのFC町田ゼルビアに加入が内定した。内定後に出場した第100回全国高等学校サッカー選手権大会では優勝に貢献。再び優秀選手に選出された。
2022年より青森山田高等学校から町田ゼルビアに加入。2022年4月3日、第8節のジェフ千葉戦でプロデビューを果たした。
2023年10月8日、第38節のヴァンフォーレ甲府戦ではプロ入り初ゴールを含む2得点の活躍をした。
2024年7月19日に清水エスパルスへの育成型期限付き移籍を発表。12月24日、清水エスパルスへの完全移籍を発表。

## 所属クラブ
- フォルテ福島FC
- 青森山田中学校
- 青森山田高等学校
- 2022年 - 2024年  FC町田ゼルビア
  - 2024年7月 - 同年12月  清水エスパルス（育成型期限付き移籍）
- 2025年 -   清水エスパルス

## 個人成績
| 国内大会個人成績 | 国内大会個人成績 | 国内大会個人成績 | 国内大会個人成績 | 国内大会個人成績 | 国内大会個人成績 | 国内大会個人成績 | 国内大会個人成績 | 国内大会個人成績 | 国内大会個人成績 | 国内大会個人成績 | 国内大会個人成績 |
| 年度             | クラブ           | 背番号           | リーグ           | リーグ戦         | リーグ戦         | リーグ杯         | リーグ杯         | オープン杯       | オープン杯       | 期間通算         | 期間通算         |
| 年度             | クラブ           | 背番号           | リーグ           | 出場             | 得点             | 出場             | 得点             | 出場             | 得点             | 出場             | 得点             |
| 日本             | 日本             | 日本             | 日本             | リーグ戦         | リーグ戦         | リーグ杯         | リーグ杯         | 天皇杯           | 天皇杯           | 期間通算         | 期間通算         |
| ---------------- | ---------------- | ---------------- | ---------------- | ---------------- | ---------------- | ---------------- | ---------------- | ---------------- | ---------------- | ---------------- | ---------------- |
| 2022             | 町田             | 16               | J2               | 9                | 0                | -                | -                | 0                | 0                | 9                | 0                |
| 2023             | 町田             | 16               | J2               | 18               | 3                | -                | -                | 2                | 0                | 20               | 3                |
| 2024             | 町田             | 16               | J1               | 4                | 0                | 2                | 0                | 0                | 0                | 6                | 0                |
| 2024             | 清水             | 36               | J2               | 12               | 2                | 0                | 0                | 0                | 0                | 12               | 2                |
| 2025             | 清水             | 36               | J1               |                  |                  |                  |                  |                  |                  |                  |                  |
| 通算             | 日本             | 日本             | J1               | 4                | 0                | 2                | 0                | 0                | 0                | 6                | 0                |
| 通算             | 日本             | 日本             | J2               | 39               | 5                | 0                | 0                | 2                | 0                | 41               | 5                |
| 総通算           | 総通算           | 総通算           | 総通算           | 43               | 5                | 2                | 0                | 2                | 0                | 47               | 5                |

出場歴
- Jリーグ初出場 - 2022年4月3日 J2第8節・ジェフユナイテッド千葉戦（町田GIONスタジアム）
- Jリーグ初得点 - 2023年10月8日 J2第38節・ヴァンフォーレ甲府戦（町田GIONスタジアム）

## タイトル

### クラブ
青森山田高等学校
- 高円宮杯 JFA U-18サッカープレミアリーグEAST：1回（2021年）
- 全国高等学校総合体育大会サッカー競技大会：1回（2021年）
- 全国高等学校サッカー選手権大会：1回（2021年）

FC町田ゼルビア
- J2リーグ：1回（2023年）

清水エスパルス
- J2リーグ：1回（2024年）

### 代表
- EAFF E-1サッカー選手権：1回（2025年）

### 個人
- 全国高等学校サッカー選手権大会・優秀選手（2020年）
- 全国高等学校総合体育大会サッカー競技大会・優秀選手（2021年）
- J2リーグ・月間MVP（2023年10月）

## 代表歴

### 出場大会
- U-19日本代表
  - モーリスレベロトーナメント（2022年）
- 日本代表
  - EAFF E-1サッカー選手権（2025年）

### 試合数
- 国際Aマッチ 2試合 0得点（2025年 - ）

| 日本代表 | 国際Aマッチ | 国際Aマッチ |
| 年       | 出場        | 得点        |
| -------- | ----------- | ----------- |
| 2025     | 2           | 0           |
| 通算     | 2           | 0           |

### 出場
| No. | 開催日        | 開催都市 | スタジアム         | 対戦国 | 結果 | 監督   | 大会                       |
| --- | ------------- | -------- | ------------------ | ------ | ---- | ------ | -------------------------- |
| 1.  | 2025年7月8日  | 龍仁     | 龍仁ミルスタジアム | 香港   | ○6-1 | 森保一 | EAFF E-1サッカー選手権2025 |
| 2.  | 2025年7月15日 | 龍仁     | 龍仁ミルスタジアム | 韓国   | ○1-0 | 森保一 | EAFF E-1サッカー選手権2025 |